# 默氏顳孔鱈
默氏顳孔鱈，為輻鰭魚綱鱈形目鼠尾鱈科的其中一種，分布於東北大西洋冰島、西北太平洋加拿大及西南太平洋紐西蘭以東海域，屬深海底棲性魚類，深度0-1630公尺，體長可達37公分，棲息在底層水域，生活習性不明。

## 扩展阅读
維基物種上的相關：默氏顳孔鱈